# Crawford (Texas)
Crawford é uma pequena cidade localizada na parte ocidental do Condado de McLennan, Texas, Estados Unidos, 25 km ao oeste da cidade de Waco.  Sua população estimada em 2018 foi de 755 habitantes.
Crawford é famosa pelo sítio pertencente a George W. Bush, onde ele freqüentemente passa suas férias.